# Барна Степан Степанович
Степа́н Степа́нович Ба́рна (нар. 9 жовтня 1979, с. Нагірянка, Тернопільська область) — український громадсько-політичний діяч, військовослужбовець, старший сержант 10 ОГШБр Збройних сил України, учасник російсько-української війни. Член партії «Європейська Солідарність». Народний депутат України 8-го скликання. Співголова МДО «Депутатський контроль». Голова Тернопільської ОДА (від 2 квітня 2015 до 11 червня 2019).
Брат політика Олега Барни.

## Життєпис
Степан Барна народився 9 жовтня 1979 року в селі Нагірянці Чортківського району Тернопільської області в родині вчителів Степана Михайловича та Світлани Людвігівни.
Закінчив Ягільницьку середню школу (1996), історичний факультет Тернопільського державного педагогічного університету імені Володимира Гнатюка (2001), аспірантуру інституту політичних та етнонаціональних досліджень НАН України (2004), Інститут післядипломної освіти Тернопільської академії народного господарства (2005). Професійне стажування проходив як помічник Голови Комітету у закордонних справах Верховної Ради України (за проєктом «Програми сприяння Парламентові України» Університету Іллінойсу (США), також стажувався в Інституті Сходу Варшавського університету.
У різні роки працював головою Громадського центру ВГО «Наша Україна» і ВО «Молодіжний Союз Наша Україна».
2011–2012 рр. — заступник директора спільного україно-німецького підприємства «Тер - Бау - Гіпс». Наступні два роки до депутатства - заступник директора ТОВ «Протекшн груп».

### Громадсько-політична діяльність

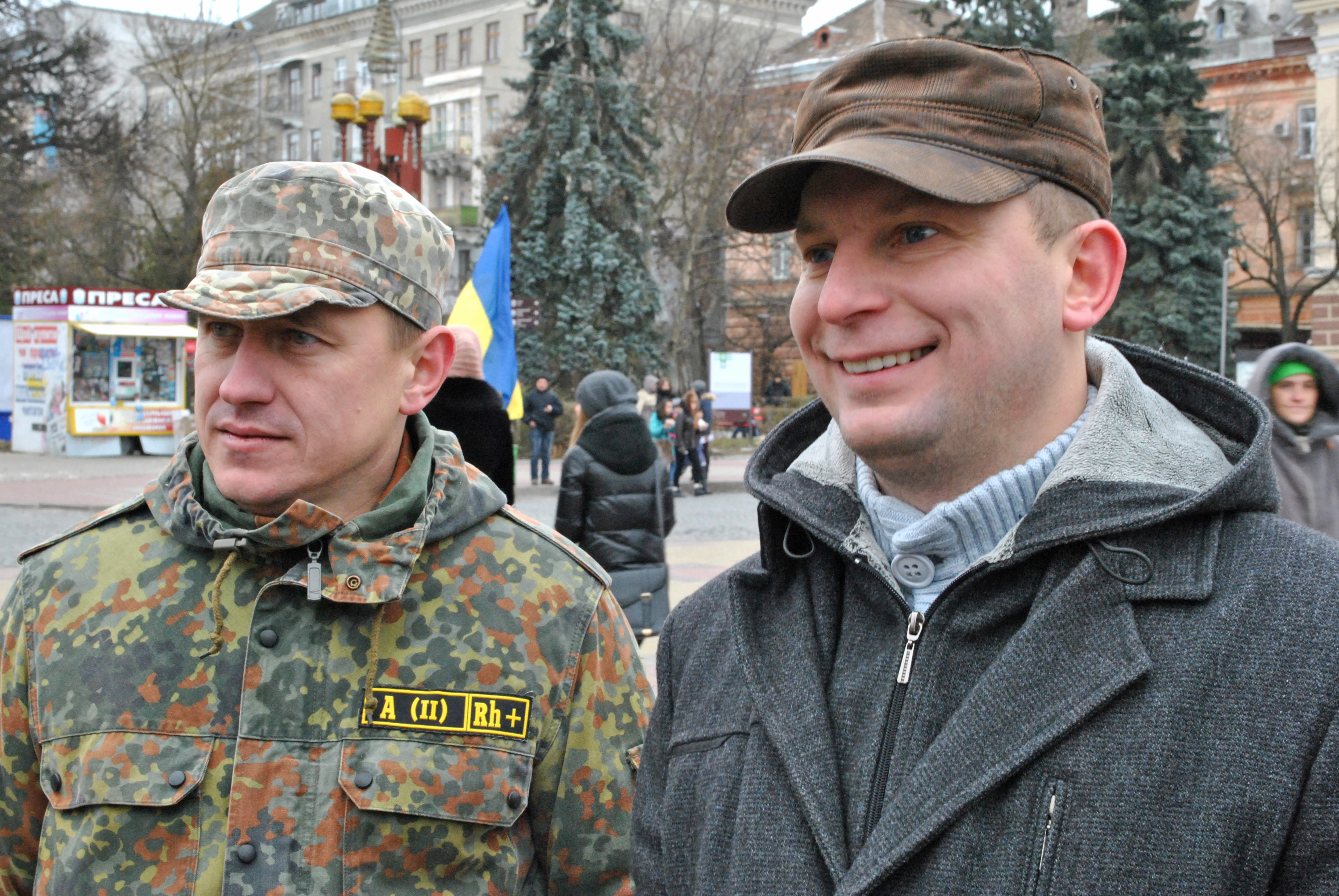
Листопад 2014 року

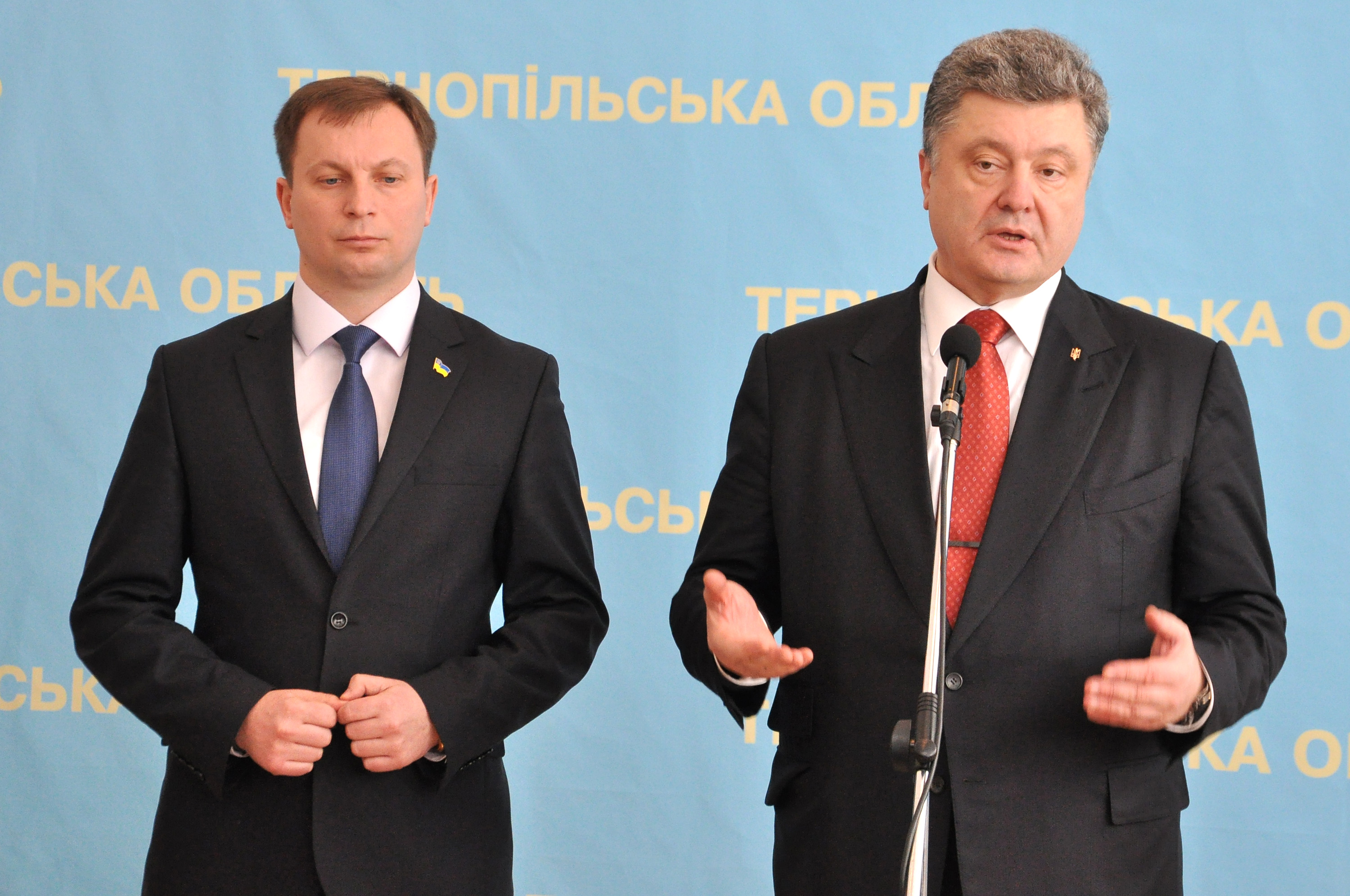
Степан Барна та Петро Порошенко

З листопада 2004 р. до березня 2006 р. працював головою Благодійного фонду «Ідея і Чин України». Потім — куратором з питань соціально-економічного розвитку, у квітні призначений керівником Громадського центру Всеукраїнської громадської організації «Наша Україна» в Тернопільській області, 28 жовтня 2006 р. обраний головою Тернопільської обласної організації ВГО «Наша Україна». 19 лютого на загальних зборах організації обраний членом Правління цієї організації.
27 червня 2006 р. призначений радником Міністра сім'ї, молоді та спорту.
26 березня 2006 р. обраний депутатом Тернопільської обласної ради, працює членом постійної Комісії у справах сім'ї молоді та спорту Тернопільської обласної ради.
Від 15 вересня 1999 до 30 вересня 2004 р.— голова Тернопільського обласного науково-пошукового товариства «Обереги», також був головою Наглядової Ради цього товариства. Окрім того обраний головою Наглядової Ради Інституту Національного Відродження України імені Ігора Ґерети та членом Ради з питань молодіжної політики при голові Тернопільської облдержадміністрації.
На установчому з'їзді ВМГО «Молодіжний Союз Наша Україна» 22 жовтня 2005 року обраний до складу Президії Ради організації. У грудні 2005 р. обраний головою Тернопільської обласної організації ВМГО «Молодіжний Союз Наша Україна». 4 листопада 2006 р. був обраний головою Всеукраїнської молодіжної громадської організації «Молодіжний Союз Наша Україна».
З 5 березня 2005 р. член політичної партії «Народний Союз Наша Україна», член Президії ради партії. З квітня 2005 р. член Президії та ради ТОО партії «Народний Союз Наша Україна».
Був координатором громадського руху «За Україну!». Діяч ГО «Зарваницька ініціатива».
Активний учасник Євромайданів у Тернополі та Києві.
Член партії «Блок Петра Порошенка» (нині Європейська Солідарність).
Під час виборів до Верховної Ради України 26 жовтня 2014 року — № 65 у списку «Блоку Петра Порошенка».
Від 4 грудня 2014 — народний депутат України.
Від 2 квітня 2015 — голова Тернопільської обласної державної адміністрації. Вперше в історії Тернопільщини нового очільника області особисто представив Президент України.
Певний час Барна суміщав депутатський мандат з посадою голови Тернопільської облдержадміністрації, а 13 травня 2015 року був позбавлений мандату Верховною Радою.
23 квітня 2019 року голова Тернопільської обласної державної адміністрації Степан Барна заявив про намір подати у відставку.
31 травня 2019 року був обраний в центральну політраду партії «Європейська Солідарність».

### Російсько-українська війна
Будучи головою Тернопільської ОДА у 2018 році Степан Барна підписав контракт резервіста. Тоді за посадою він очолив новостворену 105-ту окрему бригаду територіальної оборони в області.
2019 року склав свої повноваження голови і в жовтні того ж року потрапив на збори резервістів першої черги в 10-ту окрему гірсько-штурмову бригаду, де й підписав контракт резервіста із військовим з'єднанням.
Від початку повномасштабного російського вторгнення на фронті. Служить командиром зенітно-артилерійського відділення мотопіхотного батальйону 10-ї окремої гірсько-штурмової бригади. Брав участь у боях за Житомирщину, Київщину та околиці м. Бахмута на Донеччині.
У червні 2023 року в зоні бойових дій передав бігунам прапор України, який 11 липня того ж року урочисто підняли під час саміту НАТО у Вільнюсі.

## Скандали
У 2016 році лобіював побудову каскаду ГЕС на р.Дністер  яка могла призвести до екологічної катастрофи та затопленню сотень сіл.
У 2016 році водій голови ТОДА Степана Барни стріляв по дітях у дворі тернопільської багатоповерхівки.
У 2017 році потрапив у скандал із землями для учасників АТО на т.з. «львівській трасі».
У 2018 році, на посаді голови ТОДА, отримав прізвисько «Великого комбінатора» в гучному корупційному скандалі, який в народі отримав назву «40 метровий ремонт доріг» , коли державні кошти на будівництво доріг виділяли «дотендерними» сумами.
У тому ж 2018 році потрапив у корупційний скандал з підробленими актами виконання робіт з будівництвом амбулаторій та центру Медичної допомоги на Тернопільщині.
У 2020 році, після звільнення, оцінюючи свою каденцію на посаді голови ТОДА, зманіпулювув даними про малокомплектні школи і сказав неправду про ремонт доріг.

## Родина
Дружина — Барна Тетяна Петрівна (нар. 1979), донька — Барна Софія Степанівна (нар. 2004). Старший брат Барна Олег Степанович.

## Творча діяльність
- Автор ряду статей на громадсько-політичні теми в ЗМІ Тернопільської області.
- Ведучий авторського проєкту «Насправді» на «УХ-радіо».

## Нагороди та відзнаки
- медаль «За військову службу Україні» (13 травня 2024) — за особисту мужність, виявлену у захисті державного суверенітету та територіальної цілісності України, самовіддане виконання військового обов'язку[28];
- Грамота Верховної Ради України (2 грудня 2022) — за заслуги перед Українським народом[29];
- лауреат конкурсу «Людина року-2023» (Тернопільщина)[30].

### Відеофрагменти
- Про важливе. Степан Барна на YouTube // Телеканал ІНТБ. — 2014. — 21 травня.
- Про важливе. Степан Барна на YouTube // Телеканал ІНТБ. — 2014. — 3 вересня.
- Про важливе. Степан Барна на YouTube // Телеканал ІНТБ. — 2014. — 30 вересня.
- Сім запитань до гостя. Гість — Степан Барна. 2 на YouTube // 7 Днів-Україна. — 2013. — 26 грудня.
- Тернопіль: чат зі Степаном Барною на YouTube // 20 хвилин (Тернопіль). — 2011. — 14 грудня.
- Про важливе. Степан Барна на YouTube // Телеканал ІНТБ. — 2014. — 17 грудня.
- «Межа правди» із Степаном Барною. 21.04.15 на YouTube // Телекомпанія TV-4. — 2015. — 22 квітня.
- Йдуть у армію чи ховаються за посадою? на YouTube // «На периметрі», ZIK. — 2015. — 29 червня.
- Актуально - Степан Барна (07.08.2015) на YouTube // ТТБ. — 2015. — 7 серпня.
- Без цензури. Степан Барна на YouTube // Телеканал ІНТБ. — 2015. — 16 жовтня.
- Петро Порошенко представив нового голову Тернопільської ОДА Степана Барну на YouTube // Телекомпанія TV-4. — 2014. — 2 квітня.
- Президент призначив Степана Барну керувати Тернопільщиною на YouTube // Телеканал ІНТБ. — 2014. — 2 квітня.
- Порошенко призначив Степана Барну новим губернатором Тернополя на YouTube // ТСН. — 2014. — 2 квітня.